# Коваль, Андрей Николаевич
Андре́й Никола́евич Кова́ль (25 августа 1962, Иваново — 23 июля 2014, Москва) — российский филолог, поэт и переводчик.

## Биография
А. Н. Коваль родился в г. Иваново (Ивановская обл., РСФСР). Его детство и юность прошли в г. Ярославле. В 1984 г. окончил Ярославский государственный театральный институт. В 1984-85 гг. служил в Вооружённых Силах СССР. С 1988 г. жил и работал в Москве. В 1993 г. окончил филологический факультет МГУ им. М. В. Ломоносова по специальности «Классическая филология» (квалификация: Филолог. Преподаватель древнегреческого и латинского языков и античной литературы). В 1996 г. окончил очную аспирантуру РГГУ (научный руководитель – крупнейший российский индолог П. А. Гринцер). С января 2000 г. по август 2013 г. преподавал древнегреческий и латинский языки в Институте философии, теологии и истории святого Фомы (ИФТИ, первоначально – Колледж философии, теологии и истории святого Фомы Аквинского), сперва в должности преподавателя, затем – старшего преподавателя, с 2008 г. – доцента.
Переводил тексты для книжного издательства ИФТИ с латинского, итальянского, английского, французского, испанского, немецкого и древнегреческого языков. Был учёным секретарём журнала «Точки–Puncta», издающегося в Москве, и членом редколлегии журнала «Символ», издаваемого во Франции и России. Разрабатывал тему индоевропейского поэтического языка. Основываясь на сравнительном анализе древнегреческих, латинских, древнеиндийских и пр. текстов, стремился реконструировать поэтические формулы, восходящие к эпохе индоевропейского языкового единства, и на этой основе описать стоящие за данными реконструкциями поэтику и миропонимание. Обладал уникальными способностями к освоению языков (свободно владел двадцатью языками, в т. ч. английским, немецким, французским, итальянским, испанским, португальским, древне- и новогреческим, латинским, польским, украинским, а также санскритом и тибетским языком) и тонким, точным чувством языка и литературного стиля. К числу его главных переводческих достижений относятся переводы двух книг Умберто Эко и перевод сочинений  св. Игнатия Лойолы.
В 2014 г. вышел в свет единственный сборник стихов А. Н. Коваля. В том же году автора не стало. Урна с прахом захоронена в закрытом колумбарии на Николо-Архангельском кладбище.

## Избранные публикации
- Латинско-русский словарь терминов и выражений «Кодекса канонического права». М. : «Истина и жизнь», 1995 (в соавторстве с И. Юрковичем).
- Ролан Барт, или Пир софистов // Вестник РГГУ. Вып. 2. ИВГИ за письменным столом / Под ред. С.Ю. Неклюдова. Сб. статей. М. : Российск. гос. гуманит. ун-т, 1998, сс. 50 – 79;
- "Златоокий". Статья из возможного словаря индоевропейской поэтической традиции // Проблемы изучения дальнего родства языков на рубеже третьего тысячелетия. Доклады и тезисы международной конференции (29 мая – 2 июня 2000 г.). Сост. Г. С. Старостин, С. А. Старостин. М., РГГУ, 2000. - 264 с., сс. 94–109;
- Энеко–Иньиго–Игнатий. Путь и слово паломника (послесловие переводчика к: СВ. ИГНАТИЙ ЛОЙОЛА. Рассказ паломника о своей жизни, или автобиография) // Точки–Puncta. 1–2 (2) 2002, сс. 120–158. Перепечатка: СВ. ИГНАТИЙ ЛОЙОЛА. Рассказ паломника о своей жизни, или «Автобиография» св. Игнатия Лойолы, основателя Общества Иисуса (Ордена иезуитов), сс. 145–190;
- Чудо, ставшее явным. «Духовный дневник» св. Игнатия Лойолы // Точки–Puncta. 1–2 (2), январь-июнь 2002, сс. 239–289;
- Традиция lectio divina и когнитивная психология // Системные исследования. Ежегодник, 2003. В соавторстве с Киселевым А. П. и Мусхелишвили Н. Л.
- От проблемы истолкования в психоанализе к проблеме истолкования религиозного текста. В соавторстве с Мусхелишвили Н. Л., Сергеевым В. М. и Сnиваком Д. Л. // Религиоведение, 2004, № 2, сс. 88-97;
- Вольница аллегоризма и логическая воля: два полюса мышления Гвиго II Картузианца? // Точки – Puncta, 3–4 (4), июль-декабрь 2004, сс. 78–109;
- Язык как средство выражения мистического опыта у св. Игнатия Лойолы // Дифференциация и интеграция мировоззрений: Философский и религиозный опыт. Международные чтения по теории, истории и философии культуры. № 18, СПб., ФКИЦ «Эйдос», 2004, сс. 401–433;
- DISSOS LOGOS: заметки по сравнительной поэтике философских текстов // Точки – Puncta. 3–4 (1), июль-декабрь 2001, сс. 99–124;
- “Corde – serpent”: quelques remaques sur la poétique comparée des textes philosophiques // Philosophie comparée gréce, inde, chine. Paris, Librairie Philosophique J. Vrin, 2005, pp. 143 – 167;
- Портрет В. Н. Топорова как художника // Символ, № 51, Париж-Москва, 2007;
- Сакральные маршруты Зевса Панхейца и Феофила Индийца: нераскрытая страница истории сокотрийского христианства / Тезисы доклада. - Материалы конференции "Проблемы исторического и теоретического религиоведения" // Точки - Puncta, № 1-2, 2011,  с. 36-43.
- Тризнание : [сборник стихотворений] – Ярославль, 2014. – 95 с.

## Переводы
- Свящ. И. Юркович. Каноническое право о Народе Божием (De Populo Dei). Пер. с итал., редакция пер. с лат. М.: Истина и жизнь, 1994.
- Каноническое право о Народе Божием и о браке /Сост. свящ. И. Юркович. - М.: Истина и жизнь, 2000. - 623 с.
- Греческая и римская традиции об исхождении Святого Духа. Пер. с франц. // Страницы. Журнал Библейско-Богословского Института св. Апостола Андрея. № 1, 1996, сс. 114–158.
- РОБЕРТ Ч. ЛЕСТЕР. Буддизм. Путь к нирване. Пер. с англ. // Религиозные традиции мира. Изд. Б. Г. Иэрхарт. М., «Крон-пресс», 1996. Кн. 2, часть 8, сс. 264–391. Оригинальные примечания переводчика: сс. 379–385. Составление библиографии русскоязычной литературы по буддизму: сс. 391–394.
- Документы II Ватиканского Собора. Декреты и Конституции. М.: Паолине, 1998. – 589 с. Вступит. статья (сс. 11–12), редакция и пер. с лат. (сс. 15–467), составление и редакция указателей (сс. 483–589).
- ПИРЛИНГ П. О. Князь Гагарин и его друзья. Пер. с франц. под ред. А. Стерпена // Символ, № 44. Париж, 2001, сс. 7–178. Оригинальные примечания переводчика (сс. 151–178).
- СВ. ИГНАТИЙ ЛОЙОЛА. Рассказ паломника о своей жизни, или «Автобиография» св. Игнатия Лойолы, основателя Общества Иисуса (Ордена иезуитов). Пер. со староисп. и староитал. М.: Колледж философии, теологии и истории святого Фомы Аквинского, 2002. – 252 с. Составление указателей (сс. 212–245), авторская статья (сс. 145–190).
- СОЛОМОНОВА КНИГА МУДРОСТИ. Пер. с древнегреч., оригинальные примечания переводчика. М.: Читра, 2002. – 315 с.
- ГВИГО II КАРТУЗИАНЕЦ. Лествица затворников. Пер. с лат. // Точки – Puncta, 1–2 (3), январь-июнь 2003, сс. 29–48.
- ЭКО У. Поэтики Джойса. Пер. с итал. и прочих. СПб.: Симпозиум, 2003. – 491 с. Оригинальные примечания переводчика (сс. 473–491).
- ИНГЛОТ М. (S. J.). Общество Иисуса в Российской Империи (1772–1820 гг.) и его роль в повсеместном восстановлении Ордена во всём мире. Пер. с итал., лат., франц., исп., англ. и нем. языков. – М.: Институт философии, теологии и истории св. Фомы, 2004. – 632 с. А.Н. Ковалём написаны разделы: «Муза Урания как покровительница Общества Иисуса» (сс. 70− 71); «Педагогическая деятельность иезуитов в Петербурге» (сс. 163− 170); «Пастырская деятельность среди немцев Поволжья» (сс. 175− 179); «Астрахань» (сс. 184− 186), «Современное положение иезуитов в Греции» (сс. 328− 329); «История коллегии в Стоунихёрст и её нынешнее состояние» (сс. 354− 356), «Церковь и резиденция Крейтберг в Амстердаме» (сс. 379− 380), а также многочисленные оригинальные примечания и указатель личных имён.
- ГВИГО II КАРТУЗИАНЕЦ. XII размышлений. Пер. с лат. // Точки – Puncta, 3–4 (4), июль-декабрь 2004, сс. 40–77.
- ЭКО У. Сказать почти то же самое. Опыты о переводе. Пер. с итал., франц., исп., англ., нем., португ., катал. СПб.: Симпозиум, 2006. – 568 с. Оригинальные комментарии переводчика: сс. 495–531.
- АНОНИМ. Краткий компендий «Духовных упражнений». Пер. со староисп. и лат. // Символ, № 50 (2006), Париж-Москва, сс. 127–226.
- СВ. ИГНАТИЙ ЛОЙОЛА. Духовные упражнения. Духовный дневник. Пер. со староисп. и французского языков. – М. : Институт философии, теологии и истории св. Фомы, 2006. – 376  с.
- Кодекс канонического права. Пер. с латинского. – М. : Институт философии, теологии и истории св. Фомы, 2007. – 624 с.
- ЛЮТТВАК Э.Н. Стратегия Византийской империи. Перевод с английского А.Н. Коваля. М. : Русский Фонд Содействия Образованию и Науке, 2012. - 656 с.
- ЛЮТТВАК Э.Н. Стратегия. Логика войны и мира. Перевод с английского А.Н. Коваля, Н. Платошкина. М. : Русский Фонд Содействия Образованию и Науке, 2012. - 392 с.
- Четыре Книги Маккавеев. Перевод с древнегреческого, введение и комментарии Н.В. Брагинской, А.Н. Коваля, А.И. Шмаиной-Великановой. - М.: Мосты культуры/Гешарим, 2014. — 632 с.
- Деннет Дэниел Сладкие грёзы: чем философия мешает науке о сознании. Пер. с англ. А.Н. Коваля / Под ред. М.О. Кедровой. М.: УРСС: ЛЕНАНД, 2017. – 304 с.

## Редакторские работы
- УСТАВ И КОНСТИТУЦИЯ ОРДЕНА ФРАНЦИСКАНЦЕВ — МЕНЬШИХ БРАТЬЕВ КОНВЕНТУАЛЬНЫХ. Редакция перевода с лат., составление словаря-указателя. М., Изд. Францисканцев — Меньших Братьев Конвентуальных, 1996. – 302 с.
- Элиаде М. Священные тексты народов мира. Пер. В. Федорина. М., «Крон-Пресс», 1998. Редакция перевода с англ., составление примечаний. - 621 с.
- Католическая энциклопедия. Том I (А – З). М., Издательство Францисканцев, 2002. Выступал одним из главных рецензентов тома, а также научным редактором раздела «Каноническое право».
- РАНЕР Х. Игнатий и историческое становление его духовности. Колледж философии, теологии и истории святого Фомы Аквинского в Москве. М., 2002. – 115 с. Пер. с лат., редакция пер. с нем., примечания редактора.
- Булгаков С. Н. Невеста Агнца. М., Общедоступный православный университет, основанный протоиереем Александром Менем, 2005. – 656 с.
- Крупицы благодарности. Fragmenta gratitudinis. Сборник воспоминаний об отце Октавио Вильчес-Ландине. М. : Издательство «Пробел-2000», 2010.